# Gayniggers from Outer Space
Gayniggers from Outer Space je kratki film danskog režisera Mortena Lindberga iz 1992. Govori o grupi homoseksualnih crnaca, međugalaktičkih istraživača, koji dolaze osloboditi Zemlju od ženske populacije.  Zbog neobičnog naslova i bizarne radnje film je stekao popularnost putem Interneta i mnogi ga smatraju kultnim djelom.
Naslov je vjerojatno izveden iz filma Eda Wooda, Plan 9 From Outer Space čiji je radni naslov bio Grave Diggers From Outer Space.  Lindbergov film je poslužio kao izvor imena za organizaciju Internet-trollova, Gay Nigger Association of America.

## Glavne uloge
- Coco P. Dalbert - ArmInAss
- Sammy Saloman - kapetan B. Dick
- Gerald F. Hail - D. Ildo
- Gbatokai Dakinah - narednik Shaved Balls
- Konrad Fields - gospodin Schwul
- Johnny Conny & Tony Thomas - Gay veleposlanik

## Radnja
Gayniggers su izuzetno inteligentna homoseksualna bića porijeklom s planeta Anus u 8. sunčevom sustavu.  Pomoću visokorazvijene tehnologije i telepatskih sposobnosti istražuju Svemir i oslobađaju mušku populaciju od prisutnosti žena.  Dolaskom na Zemlju, provode istraživanje putem brodskog računala (koje obiluje beskorisnim i pogrešnim informacijama) i odlučuju provesti eliminaciju žena tako što će svaku pojedinačno upucati iz svjetlosnih pištolja.  Nakon uspješno obavljenog zadatka Zemlja je postala homoseksualni planet, na oduševljenje dotad potlačene i nesretne muške populacije.  Gayniggers odabiru jednog člana posade za gay veleposlanika Zemlje, pretvaraju ga u bijelca, na glavu mu izlijevaju tekućinu koja garantira nadnaravne sposobnosti i vječni život - i zatim nastavljaju svoje putovanje kroz Svemir.

## Vanjske poveznice
- Gayniggers From Outer Space u internetskoj bazi filmova IMDb-a
- Gay Niggers From Outer Space Movie na Google Video  Arhivirana inačica izvorne stranice od 22. veljače 2007. (Wayback Machine)

1. ↑  Dean, Jodi. 2010. Blog Theory: Feedback and Capture in the Circuits of Drive. Polity Press. Cambridge, UK. str. 6